# Mamagama
Mamagama — азербайджанская музыкальная группа, основанная в 2021 году в Баку. В состав группы входят вокалист Асаф Мишиев, бас-гитарист Хасан Хейдар, гитарист Роман Зилянев и барабанщик Ариф Иманов. Представители Азербайджана на Евровидении-2025 с песней «Run with U».

## Музыкальная карьера
Группа, сформированная в 2021 году в Баку, состоит из участников, имеющих опыт в различных музыкальных коллективах. Группа быстро приобрела популярность, выступив на нескольких международных фестивалях, где привлекла внимание своей уникальной музыкальной стилистикой.
Вокалист группы Асаф Мишиев в 2020 году принимал участие в проекте «Голос». В команде Полины Гагариной дошёл до этапа нокаутов.
В 2022 году группа, совместно с Эльдаром Гасымовым, исполнила кавер на песню Гарри Стайлза «As It Was».
В 2022 году группа приняла участие в Kenga Magjike, одном из ведущих музыкальных фестивалей Албании, наряду с Festivali i Këngës. Их исполнение сингла «Dreamer» принесло им первую премию в категории «Международные артисты». Позже в том же году они подали заявку на представление Азербайджана на Евровидении 2023. Хотя они были выбраны одним из пяти финалистов, телеканал Общественное телевидение Азербайджана (ITV) в итоге выбрал дуэт TuralTuranX для представления страны в Ливерпуле.

## Музыкальный стиль
Группа сочетает традиционные музыкальные элементы с современными стилями, включая влияния инди-попа и альтернативного рока, создавая уникальное и динамичное звучание.
Этот фьюжн дополнительно обогащается культурным фоном вокалиста группы, Асафа Мишиева, который имеет горско-еврейское происхождение. Черпая вдохновение от таких еврейских артистов, как Боб Дилан и Эми Уайнхаус, а также от богатого музыкального наследия Азербайджана, Мишиев наполняет музыку группы глубокой эмоциональной силой.

## Состав
Текущий состав:
- Асаф Мишиев — вокалист
- Хасан Хейдар — бас-гитарист
- Ариф Иманов — барабанщик
- Роман Зилянев — гитарист

Бывшие участники:
- Клим Гудин — бас-гитарист

## Дискография
| Название          | Год  |
| ----------------- | ---- |
| «My Medicine»     | 2022 |
| «Sleep»           | 2022 |
| «Dreamer»         | 2022 |
| «River»           | 2023 |
| «This Is For You» | 2023 |
| «Run With U»      | 2025 |

### Студийные альбомы
| Год  | Альбом |
| 2025 | "37"   |
| ---- | ------ |